# Paris International 1962
Die Paris International 1962 im Badminton fanden am 1. und 2. Dezember 1962 in der Rue Eblé in Paris statt.

## Finalresultate
| Disziplin    | Sieger                               | Finalist                        | Ergebnis    |
| ------------ | ------------------------------------ | ------------------------------- | ----------- |
| Herreneinzel | Finn Kobberø                         | Walter Huyskens                 | 15-8, 15-1  |
| Dameneinzel  | Gerda Schumacher                     | Dorothy Hinchcliff              | 11-4, 11-1  |
| Herrendoppel | Finn Kobberø Bengt Nielsen           | Jimmy Lim Anton Verstoep        | 15-0, 15-10 |
| Damendoppel  | Bitten Nielsen June van der Willigen | Gerda Schumacher Janine Mathieu | 18-15, 15-7 |
| Mixed        | Finn Kobberø Bitten Nielsen          | Poul Anker Pat Ellis            | 15-11, 15-4 |